# Montezumia sparsa
Montezumia sparsa är en stekelart som beskrevs av Fox 1899. Montezumia sparsa ingår i släktet Montezumia och familjen Eumenidae. Inga underarter finns listade i Catalogue of Life.